# 슈테판 벨
슈테판 벨(독일어: Stefan Bell, 1991년 8월 24일 ~ )는 독일의 축구 선수로, 현재 독일 분데스리가의 1. FSV 마인츠 05에서 센터백으로 활약하고 있다.